# Branchiophryxus nyctiphanae
Branchiophryxus nyctiphanae is een pissebed uit de familie Dajidae. De wetenschappelijke naam van de soort is voor het eerst geldig gepubliceerd in 1897 door Caullery.